# Periklísz Kakúszisz
Periklísz Kakúszisz (görögül: Περικλής Κακούσης; Görögország, 1879 – ?) görög atléta, kötélhúzó, olimpiai bajnok súlyemelő.
Részt vett az 1904. évi nyári olimpiai játékokon, ahol kötélhúzásban is indult a görög csapattal. Rajtuk kívül még négy amerikai és egy dél-afrikai csapat vett részt. A negyeddöntőben az amerikai Southwest Turnverein of Saint Louis No. 1 csapattól kaptak ki, így a görög csapat be is fejezte az olimpiai versenyt.
Szintén ezen az olimpián indult még súlyemelésben: kétkaros emelésben aranyérmes lett.
Az 1906. évi nyári olimpiai játékokon is indult, de ez utólag nem számított hivatalos olimpiának. Ekkor ismét versenyzett súlyemelésben, de a kétkaros emelésben nem tudta megvédeni a címét.
Részt vett egy atlétikai dobószámban is: az antik stílusú diszkoszvetésben indult.